# 2000
2000 (MM, també anomenat 2K) fou un any de traspàs començat un dissabte.

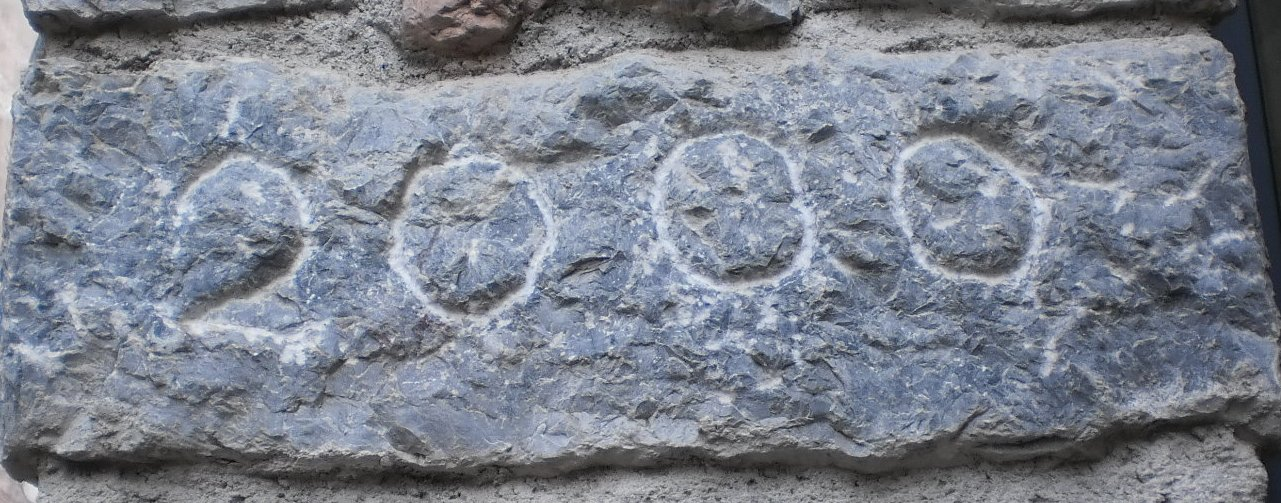
Façana d'una casa del carrer de l'Església de la Pobla de Lillet

## Esdeveniments
- 14 d'abril, Escaldes-Engordany, Andorra: Es comet el brutal assassinat homòfob de Nuno Ribeiro, que suposà un terratrèmol pel col·lectiu LGBT al país.[1]
- 14 d'agost, Barcelonaː Neix, inicialment com a publicació mensual, L'independent de Gràcia, imprès en paper, amb informació de proximitat en català i gratuït.[2]

- 30 de novembre, París, França: la UNESCO declara la ciutat de Tarragona i el Palmeral d'Elx Patrimoni de la Humanitat.
- 12 de desembre, Girona: la Universitat de Girona inaugura el campus esportiu de Montilivi.[3]
- Neix el projecte Com sona l'ESO
- 175 aniversari de la Església Evangèlica de Poblenou.
- Barcelona: es publica Cap al cel obert, novel·la de Carme Riera.[4]
- Alzira, Ribera del Xúquerː Entra en servei l'Hospital de la Ribera, el primer centre públic de construcció i gestió privada, revertida el 2018.

Resta del món
- 3 de març, Santiago de Xile: Augusto Pinochet hi arriba després de ser retingut a Londres acusat de crims contra la humanitat.
- 12 de març, Espanya: Se celebren eleccions generals, guanya el PP amb una majoria absoluta de 183 escons, el PSOE n'obté 125.
- 26 de març, Rússia: Vladímir Putin n'és elegit president després de guanyar les eleccions presidencials.
- 11 de maig, Londresː S'inaugura oficialment el museu d'art contemporani Tate Modern, amb seu a l'antiga central elèctrica de Bankside.[5]
- 31 de maig, Nova York: Miltos Manetas presenta el moviment cultural Neen.
- 20 de juny, Nova York: L'assassinat d'Amanda Milan provoca protestes de la comunitat transgènere.
- 22 de juliol, Madrid, Espanya: El 35è Congrés Federal del PSOE elegeix secretari general José Luis Rodríguez Zapatero.
- 25 de juliol, París, França: 113 persones moren en estavellar-se un Concorde d'Air France quan s'enlairava de l'aeroport de París-Charles de Gaulle.
- 13 de setembre, Jakarta, Indonèsia: Un atemptat a la Borsa de Jakarta deixa 15 morts.[6]
- 28 de setembre, Palestina: Hi comença la segona intifada després que Ariel Xaron visités l'Esplanada de les Mesquites de Jerusalem.
- 30 d'octubre, Tadjikistan: Canvia la moneda de Tadjikistan de Ruble tadjik a Somoni a raó d'1 Somoni = 1000 rubles.[7]
- 30 de desembre, Manila, les Filipines: hi esclaten una sèrie de bombes que hi causen 22 morts i un centenar de ferits.[8]

### Cinema i televisió

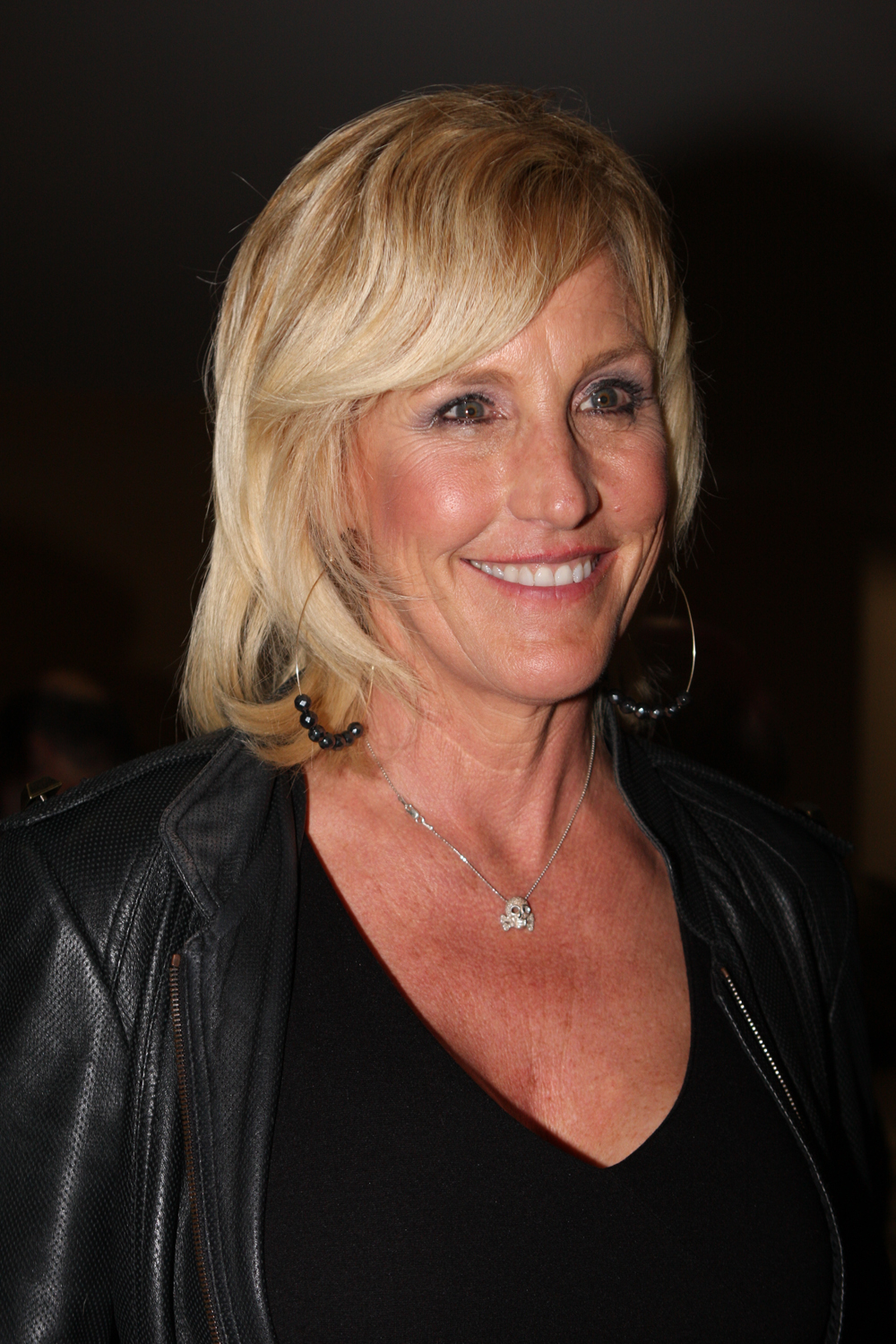

| M/d   | Direcció                    | Títol                               | Gènere      |
| ----- | --------------------------- | ----------------------------------- | ----------- |
| 05/14 | Alejandro González Iñárritu | Amores perros                       | drama       |
| 01/21 | Mary Harron                 | American Psycho                     | suspens     |
|       | Baltasar Kormákur           | 101 Reykjavík                       | comèdia     |
| 10/08 | Lloyd Kaufman               | Citizen Toxie: The Toxic Avenger IV | superheroic |
| 04/19 | Patrice Leconte             | La viuda de Saint Pierre            | històrica   |
| 03/17 | Steven Soderbergh           | Erin Brockovich                     | biopic      |

Categoria principal: Pel·lícules del 2000

### Dansa i esport
- 27 de maig, València: A l'estadi de Mestalla, l'Espanyol derrota l'Atlètic de Madrid i hi guanya la Copa del Rei de futbol.
- 14 d'octubre, Marl, Alemanya: Espanya guanya el Campionat del Món d'hoquei patins femení.

### Música i ràdio
Categoria principal: Discs del 2000
Enguany es fundaren els grups El Corredor Polonés i VerdCel.
| M/d   | Artistes          | Títol                            | Estils      |
| ----- | ----------------- | -------------------------------- | ----------- |
|       | Lax'n'Busto       | Llença't                         | pop         |
| 11/13 | The Beatles       | 1                                | pop         |
| 06/06 | Belle & Sebastian | Fold Your Hands Child…           | pop         |
| 06/13 | Bon Jovi          | Crush                            | rock        |
| 10/29 | Coldplay          | Acoustic                         | pop         |
| 07/10 | Coldplay          | Parachutes                       | pop         |
| 10/24 | Nelly Furtado     | Whoa, Nelly!                     | pop         |
| 05/08 | Nightwish         | Wishmaster                       | metal simf. |
| 11/14 | The Offspring     | Conspiracy of One                | rock alt.   |
| 10/02 | Radiohead         | Kid A                            | rock alt.   |
| 11/17 | Joaquín Sabina    | Nos sobran los motivos           | cançó       |
| 05/16 | Stereolab         | The First of the Microbe Hunters | post-rock   |
| 04/10 | The Hives         | Veni Vidi Vicious                | rock        |

### Premis Nobel
| Camp                  | Guardonats                                              |
| --------------------- | ------------------------------------------------------- |
| Física                | - Jorés Alfiórov - Herbert Kroemer - Jack Kilby         |
| Química               | - Alan J. Heeger - Alan MacDiarmid - Hideki Shirakawa   |
| Medicina o Fisiologia | - Arvid Carlsson - Paul Greengard - Eric Richard Kandel |
| Literatura            | - Gao Xingjian                                          |
| Pau                   | - Kim Dae-jung                                          |
| Economia              | - James Heckman - Daniel McFadden                       |

## Naixements i defuncions
| M/d  | Lloc              | Nom        | Professió |
| ---- | ----------------- | ---------- | --------- |
| 07/? | Mar Giménez Gascó | raspallera | bicorbina |

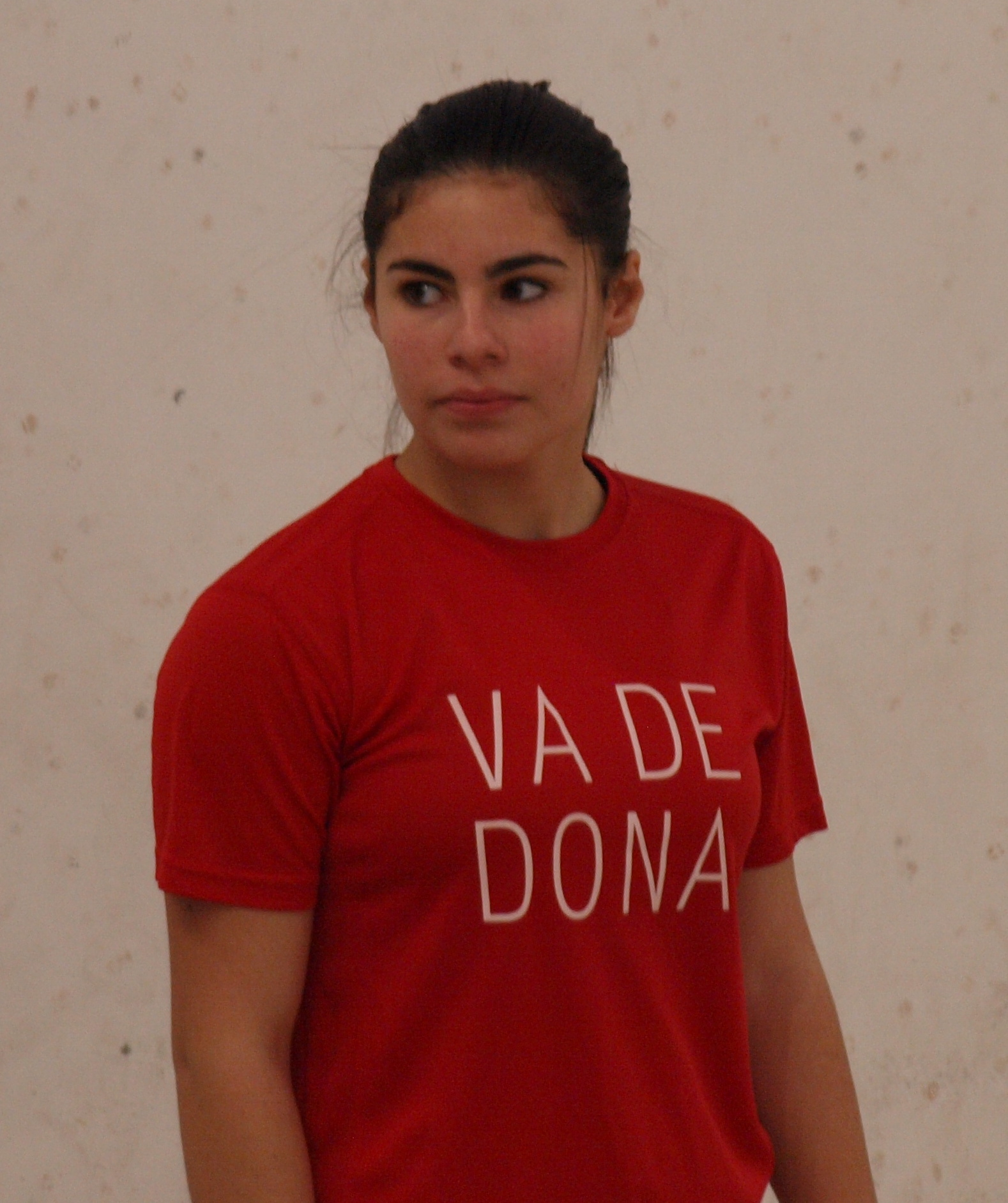
VII Mar de Bicorp

### Naixements
- 4 de juliol - Edogawa, Japó: Rikako Ikee, nedadora japonesa.[9]
- 23 de febrer - Amersfoort, Països Baixos: Femke Bol, atleta neerlandesa.[10]

### Defuncions
| M/d   | Nom i cognoms | Activitat | Origen    | E  |
| ----- | ------------- | --------- | --------- | -- |
| 05/08 | Dédé Fortin   | cantautor | quebequés | 37 |
| 08/05 | Alec Guinness | actor     | londinenc | 86 |
| 01/05 | Goseki Kojima | mangaka   | japonés   | 71 |

Entre les morts destacades de l'any hi ha les dels actors Antonio Ferrandis i Joan Capri, el dibuixant Charles Schulz, el flautiste Jean-Pierre Rampal o el lexicaf Ferrer i Pastor.

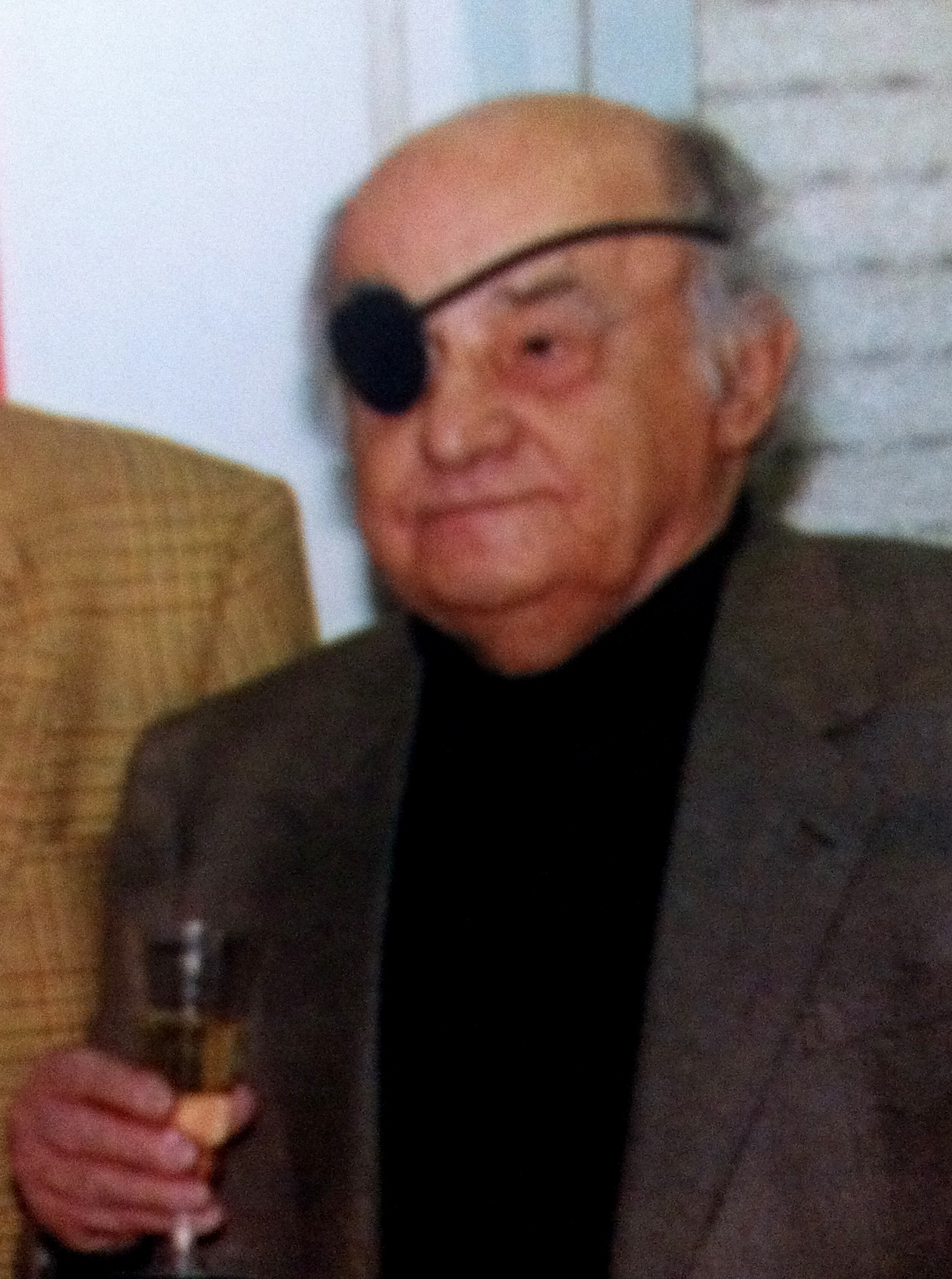
7/V Tísner
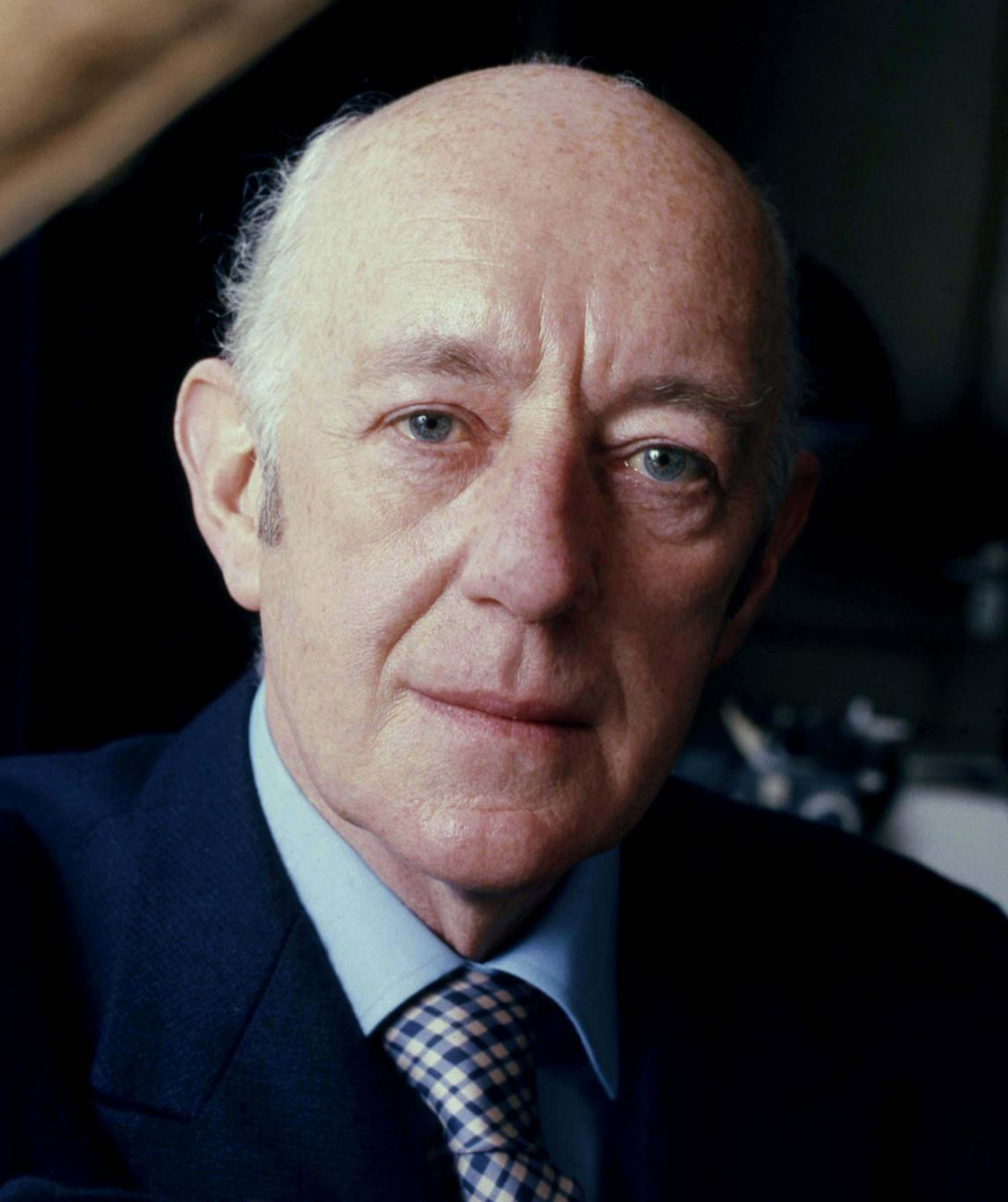
Alec Guinnes (n. 1914)
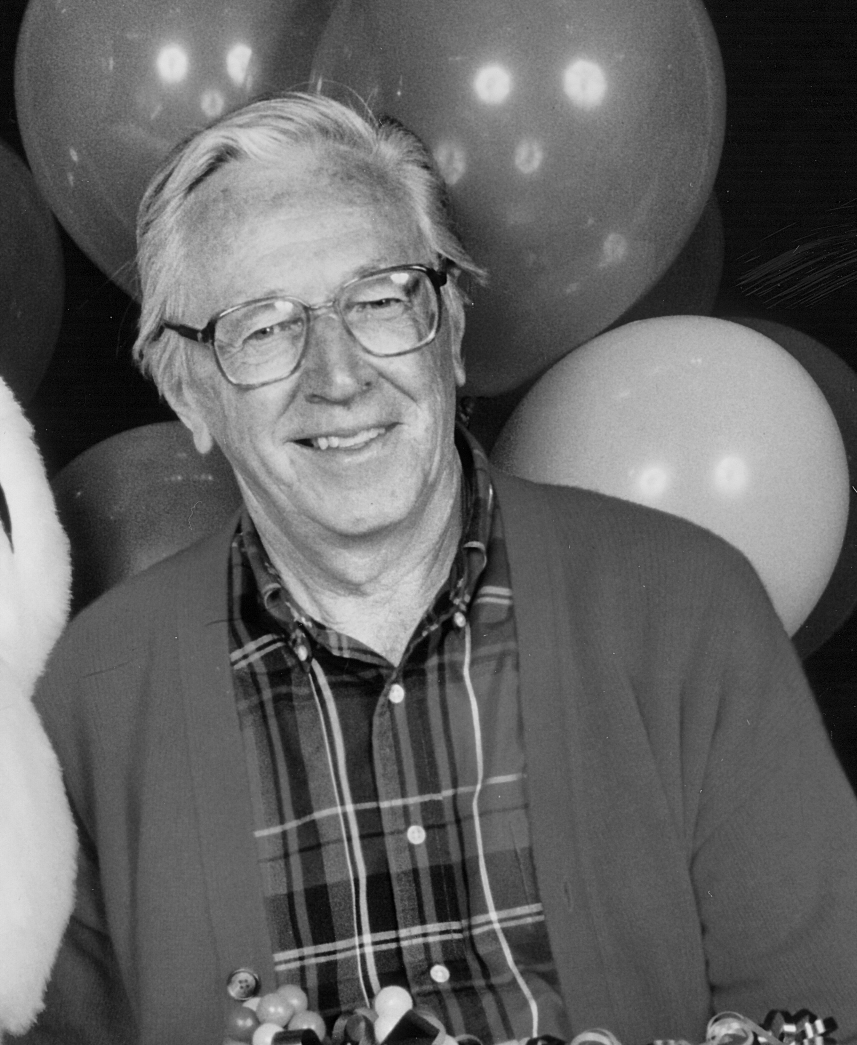
12/II Charles M. Schulz
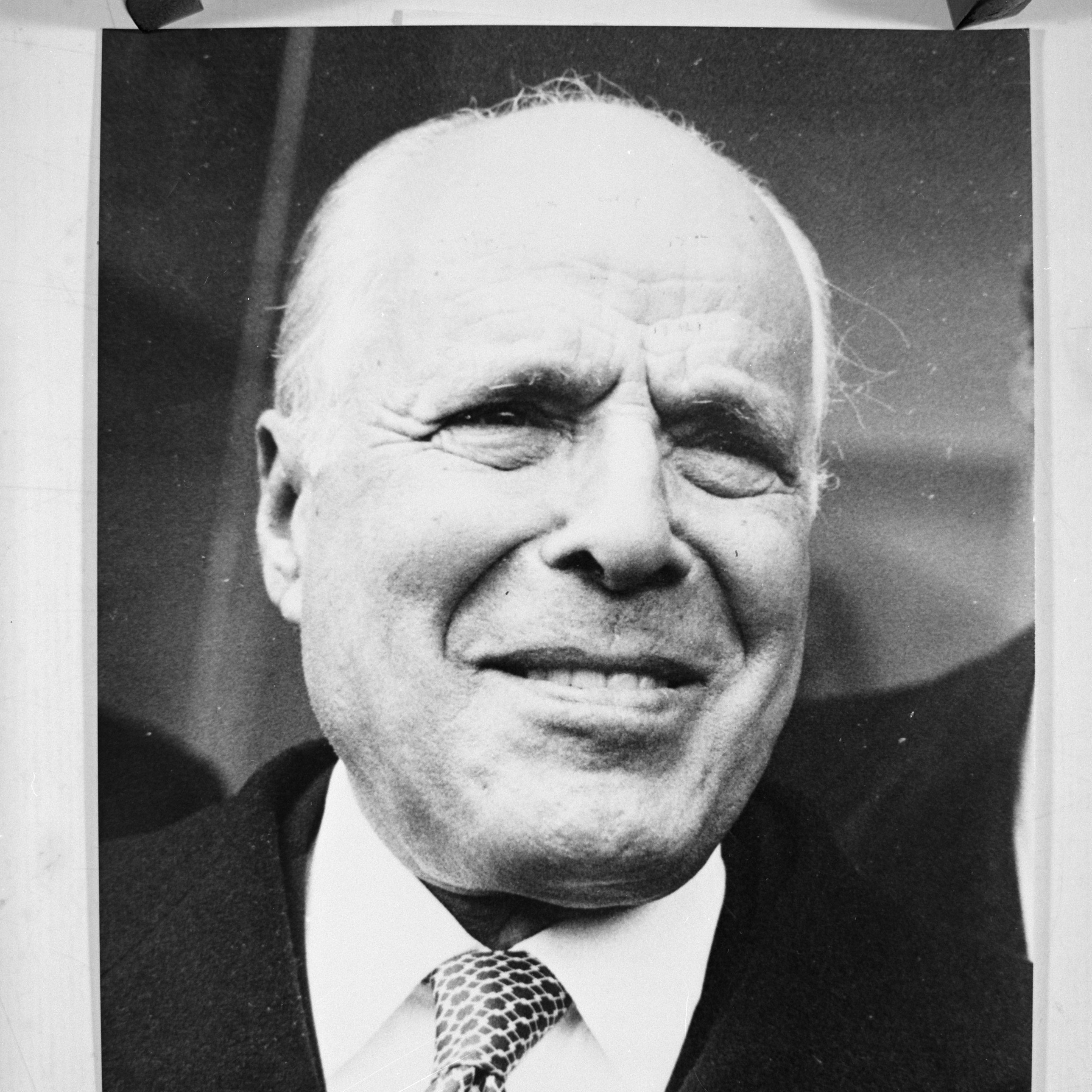
6/IV Ḥabīb Būrqība
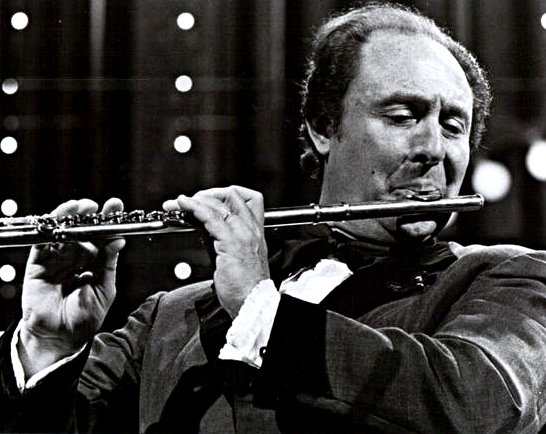
Jean-Pierre Rampal
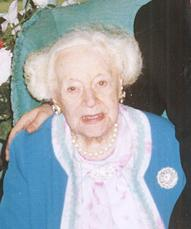
21/V Barbara Cartland

Països Catalans
- 1 de gener - Montblanc: Maties Palau Ferré, pintor, escultor i ceramista (n.1921)
- 2 de gener - Santpedor, Bages: Anna Maria Martínez Sagi, poetessa, sindicalista, periodista, feminista i atleta catalana (n. 1907).[11]
- 12 de gener - Ciutat de Mèxic: Emma Alonso, actriu catalana exiliada a Mèxic després de la guerra civil espanyola (n. 1912).[12]
- 18 de gener - Barcelona: Francesc Masclans i Girvès, mestre i botànic català (n. 1905).
- 22 de gener - Barcelona: Xavier Turull i Creixell, compositor i violinista català (n. 1922).
- 4 de febrer - Barcelona: Joan Capri, actor i monologuista català (82 anys).
- 11 de febrer -?: Margarita Brender Rubira, arquitecta catalana (n. 1919).[13]
- 13 de febrer, Barcelona: Rosa Barba Casanovas, arquitecta, paisatgista i professora barcelonina (n. 1948).[14]
- 16 de febrer - Barcelona: Enric Casassas i Simó, químic català.
- 23 de febrer - Rosselló: Margarida de Descatllar, propietària rural, mecenes i activista cultural nord-catalana (n. 1906).[15]
- 2 de maig - 
  - Sabadell: Mercè Sorribas i Elias, locutora de ràdio i actriu catalana.[16]
  - Barcelona, Gretel Ammann, filòsofa, assagista, activista, feminista radical i lesbiana separatista basca (n. 1947).[17]
- 7 de maig - Barcelona: Tísner, escriptor, periodista i militar català (n. 1912).[18]
- 8 de juny - Barcelona: Maria Lluïsa Oliveras i Andreu, atleta catalana, pionera de l'atletisme català (n. 1914).[19]
- 25 de juny - Filadèlfia: Josefa Barba-Gosé Flexner –Pepita Barba– científica catalana que el 1937 exiliada als EEUU (n. 1904).[20]
- 3 de juliol - Sant Feliu de Codines (Vallès Oriental): Enric Miralles i Moya, arquitecte català (n. 1955).[21]
- 11 de juliol - València: Francesc Ferrer Pastor, lexicògraf valencià.
- 10 de setembre - Abadia de Montserrat: Maur Maria Boix i Selva, monjo de Montserrat, director de la revista Serra d'Or i responsable de les Publicacions de l'Abadia de Montserrat.
- 16 d'octubre - València: Antoni Ferrandis Monrabal, actor valencià (n. 1921).
- 11 de novembre - Sagunt, Camp de Morvedre: Jaume Bru i Vidal, historiador i poeta valencià (n. 1921).
- 21 de novembre - Barcelona: Ernest Lluch, polític i economista català, assassinat per ETA (n. 1937).
- 24 de novembre - Barcelona: Teresa Calafell, titellaire, actriu, figurinista, escenògrafa, dramaturga i directora escènica (n. 1946).[22]
- 28 de novembre - Berga (Berguedà): Antoní Massaguer i Mas, independentista català (n. 1947).
- 10 de desembre - Viladecansː Maria Bernades Guardiola, llevadora targarina.[23]
- 18 de desembre - Zarautz (País Basc): Luis Claramunt, pintor, dibuixant i gravador català.
- Barcelona: Agapito Fernández, dirigent esportiu del barri del Poblenou de Barcelona.
- Roses: Àngels Carbona i Balaguer, pintora i dibuixant catalana (n. 1908).[24]

Resta del món
- 3 de gener - Mèxic DF: Gabriela Brimmer, activista pels drets de les persones amb discapacitat, i escriptora (n. 1947).[25]
- 12 de gener - Weston, Massachusetts: Margaret Hutchinson Rousseau, enginyera química (n. 1910).[26]
- 18 de gener - Viena: Margarete Schütte-Lihotzky, primera arquitecta austríaca, creadora de la «cuina de Frankfurt» (n. 1897).[27]
- 19 de gener - Casselberry: Hedy Lamarr, actriu, productora i inventora estatunidenca (n. 1914).[28]
- 2 de febrer - Pequín (Xina): Li Zhun, escriptor xinès, Premi Mao Dun de Literatura de l'any 1985. (n. 1928)
- 10 de febrer - Ciutat de Mèxic: Elvira Gascón, pintora i professora de l'exili republicà espanyol (n. 1911).[29]

- 12 de febrer - Santa Rosa (Califòrnia) (els EUA): Charles Monroe Schulz, autor de còmics nord-americà (n. 1922).
- 17 de febrer - Samedan, Suïssa: Selina Chönz, autora suïssa de llibres infantils en romanx engiadinès (n. 1910).[30]
- 28 de març - Frome, Somerset (Anglaterra): Anthony Powell, escriptor, editor i crític anglès (n. 1905).[31]
- 29 de març - Manhattan: Anna Sokolow, ballarina i coreògrafa nord-americana (n. 1910).[32]
- 6 d'abril - Tunis (Tunísia): Habib Burguiba, primer president de Tunísia (n. 1903).[33]
- 15 d'abril - Hyannis, Massachusetts (EUA): Edward Gorey, escriptor i artista estatunidenc reconegut pels seus llibres il·lustrats d'un to macabre però amb cert sentit de l'humor (n. 1925).[31]
- 20 de maig - París, França: Jean-Pierre Rampal, flautista francès (n. 1922).[34]
- 21 de maig - Camfield Place, prop de Hatfield, Hertfordshire, Anglaterra: Barbara Cartland, escriptora anglesa (n. 1901).[35]
- 31 de maig -Nova York: Tito Puente, El rey de los timbales, músic (n. 1923).[36]
- 3 de juny, Chicago, Illinois (EUA): Merton Howard Miller, economista estatunidenc, Premi Nobel d'Economia de l'any 1990 (n. 1923).[37]
- 15 de juny, Vézelay (França): Jules Roy, escriptor i militar francès (n. 1907).[38]
- 29 de juny, Roma: Vittorio Gassman, actor teatral i cinematogràfic i director de cinema italià (n. 1922).[39]
- 31 de maig - París: Gisèle Freund, fotògrafa francesa nascuda a Alemanya (n. 1908).[40]
- 5 de juliol - Madrid, Blanca Álvarez, periodista espanyola, pionera de Televisió Espanyola des de la seva creació (n.1931).[41]
- 10 de juliol, Darmstadt: Gertrud Arndt, fotògrafa i artista associada a la Bauhaus (n. 1903).[42]
- 23 de juliol - Madrid: Carmen Santonja, compositora i cantant, pintora i escriptora (n. 1934).[43]
- 7 d'agost, Sevilla: Pina López-Gay, historiadora i dirigent política i sindical espanyola.[44]
- 4 d'octubre, Vancouver (Canadà): Michael Smith, químic i bioiquímic canadenc, Premi Nobel de Química de l'any 1993 (n. 1932).
- 10 d'octubre - Gampaha, Kandy (Ceilan): Sirimavo Bandaranaike, primera dona en la història moderna que arribà a cap d'estat (Sri Lanka) (n. 1916)[45]
- 15 d'octubre - Lexington, Massachusetts (EUA): Konrad Bloch, Premi Nobel de Medicina o Fisiologia de l'any 1964 (n. 1912)
- 19 d'octubre - Ciutat de Mèxic: Kati Horna, fotògrafa anarquista que treballà com a artista surrealista i com a fotoperiodista (n. 1912).[46]
- 8 de novembre - Pas de Karni, Palestina: Faris Odeh, nen palestí que va esdevenir un símbol popular a causa d'una cèlebre fotografia, feta durant la Segona Intifada, on se'l veu llançant una pedra a un tanc israelià (n. 1985).[47]
- 17 de novembre - Brive-Corrèze (França): Louis Eugène Félix Néel, físic francès, Premi Nobel de Física de l'any 1970 (n. 1904).
- 3 de desembre - Chicago: Gwendolyn Brooks, escriptora i professora estatunidenca, guanyadora del Premi Pulitzer (n. 1917).[48]
- 29 de desembre: París (França): Jacques Laurent, escriptor francès, Premi Goncourt de l'any 1971 (n. 1919).[49]

## 2000 en la ficció
Anno Domini 2000, or, Woman's Destiny (1889), del primer ministre neozelandés Julius Vogel, presenta una ginecotopia en la qual l'Imperi Britànic entra en guerra amb els EUA.